# Biscuits for Breakfast
Biscuits for Breakfast – album studyjny brytyjskiego muzyka i wokalisty Finka, wydany 24 kwietnia 2006 roku nakładem wytwórni płytowych Ninja Tune oraz Beat Records. Utwory na album napisali Guy Whittaker, Tim Thornton, Alison Moyet, E Wan Dan, Martin Harley, Tina Grace, Steve Jolley, Tony Swain oraz sam wokalista. Za projekt okładki albumu odpowiedzialna była Kate O’Connor.

## Lista utworów
Opracowano na podstawie materiału źródłowego.
1. „Pretty Little Thing” – 4:35
2. „Pills In My Pocket” – 4:31
3. „You Gotta Choose” – 3:16
4. „All Cried Out” – 4:40
5. „Hush Now” (feat. Tina Grace) – 4:11
6. „Biscuits” – 3:53
7. „So Long” – 3:49
8. „Kamlyn” – 4:28
9. „Sorry I’m Late” (XFM Flo-Motion Session) – 4:34